# Glan-Münchweiler
Glan-Münchweiler ist eine Ortsgemeinde in der Verbandsgemeinde Oberes Glantal im Landkreis Kusel in Rheinland-Pfalz, am Fluss Glan gelegen. Bis zum 1. Januar 2017 war sie Verwaltungssitz einer gleichnamigen Verbandsgemeinde. Glan-Münchweiler ist gemäß Landesplanung als Grundzentrum ausgewiesen.

## Geographie
Die Gemeinde liegt im Nordpfälzer Bergland in einer Mulde des Glantals. Die beiden Ortsteile sind Glan-Münchweiler und Bettenhausen.

## Geschichte
In der Römerzeit kreuzten sich an der Stelle des heutigen Glan-Münchweiler zwei Fernstraßen. Aus dieser Zeit stammen die sogenannten Viergöttersteine.
Der Ort wurde im Jahr 1296 als Munchwilr urkundlich erwähnt, Bettenhausen als Bottenhusen im Jahr 1393. Im Jahr 1885 wurde Münchweiler am Glan in Glan-Münchweiler umbenannt.
Von 1468 bis Ende des 18. Jahrhunderts stand Glan-Münchweiler unter der Herrschaft der Adelsfamilie von der Leyen. Daran erinnert ein Straßenname im Ort.
In Vorbereitung auf den Frankreichfeldzug des Zweiten Weltkrieges wurde durch die Organisation Todt in Glan-Münchweiler das Führerhauptquartier Waldwiese errichtet. Dieses wurde zwar fertiggestellt, jedoch nie als Führerhauptquartier im eigentlichen Sinne genutzt. Inzwischen ist die Anlage komplett zurückgebaut.
Am 7. Juni 1969 wurde die bis dahin eigenständige Gemeinde Bettenhausen aus dem Landkreis Kaiserslautern aus- und in den Landkreis Kusel eingegliedert. Gleichzeitig wurde aus den Gemeinden Glan-Münchweiler und Bettenhausen die heutige Ortsgemeinde Glan-Münchweiler neu gebildet. 1972 wurde der Ort Verwaltungssitz der neu geschaffenen Verbandsgemeinde.

## Politik

### Bürgermeister
Karl-Michael Grimm (SPD) wurde am 21. August 2019 Ortsbürgermeister von Glan-Münchweiler. Bei der Direktwahl am 26. Mai 2019 war er mit einem Stimmenanteil von 64,44 % für fünf Jahre gewählt worden.
Grimms Vorgänger als Ortsbürgermeister waren Fred Müller (CDU), der das Amt von 2009 bis 2019 ausübte, und Hans Becker.
Grimm wurde 2024 wiedergewählt.

## Wirtschaft und Infrastruktur
Die Gemeinde liegt an der Bahnstrecke Landstuhl–Kusel (Bahnhof Glan-Münchweiler) und an der Bundesautobahn 62 (Anschlussstelle Glan-Münchweiler).
Von 1904 bis 1981 war Glan-Münchweiler außerdem an die aus strategischen Gründen errichtete Glantalbahn angebunden, die bis kurz vor Altenglan gemeinsam mit der Strecke nach Kusel verlief. Auf dem südlichen Abschnitt Homburg–Glan-Münchweiler wurde der Personenverkehr 1981 eingestellt; bereits zuvor war dort der Güterverkehr zwischen Schönenberg-Kübelberg und Glan-Münchweiler eingestellt worden. Ende der 1980er Jahre wurden die Gleise abgebaut.

## Sehenswürdigkeiten

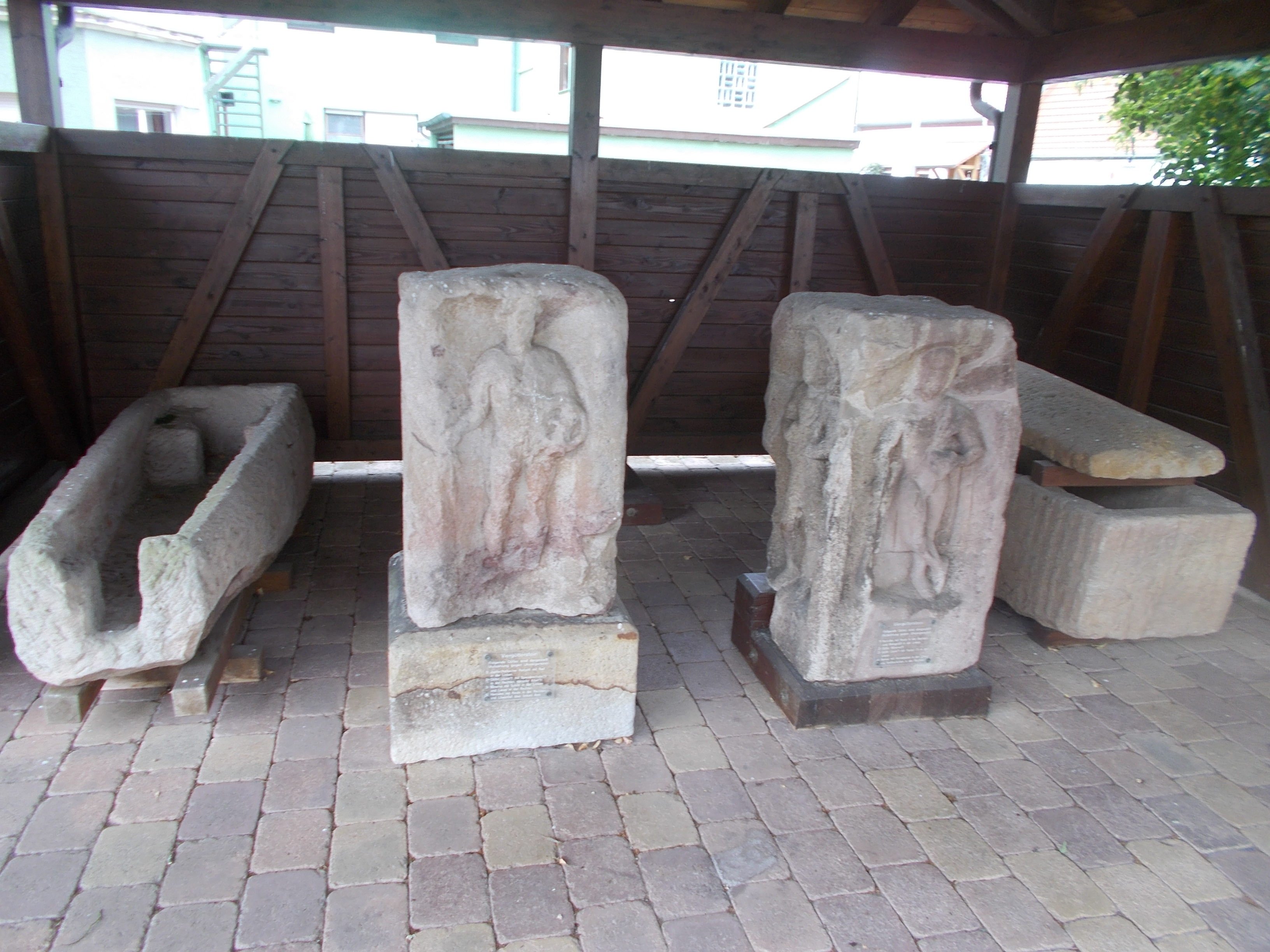
Viergöttersteine

Neben einigen bedeutenden Kulturdenkmälern ist die Gemeinde auch für die sogenannten „Viergöttersteine“ bekannt. Sie sind heute neben der Protestantischen Kirche ausgestellt. Sie wurden 1771 entdeckt, als das Langhaus der Kirche erneuert wurde, wobei sie in das Fundament eingefügt waren. Sie weisen auf die römischen Ursprünge des Ortes hin.

## Persönlichkeiten

### Söhne und Töchter der Gemeinde
- Georg Heinrich Vogt (1809–1889), Pfarrer und Dekan, Abgeordneter des Bayerischen Landtags
- Julius Schwartz (1880–1949), Politiker (SPD, SPS)
- Julius Loßmann (1882–1957), Politiker (SPD)
- Armin Reichel (* 1958), Fußballspieler

### Personen, die im Ort gewirkt haben bzw. wirken
- Johann Klinkner (1889–1972), Politiker (CDU), 1946 bis 1956 Bürgermeister in Glan-Münchweiler
- Otto Feick (1890–1959), Erfinder des Rhönrads, lebte einige Jahre in Glan-Münchweiler. Ihm zu Ehren hat die Ortsgemeinde ein Rhönrad als Denkmal im Kreisel der Bundesstraße 423 im Ortsteil Bettenhausen erstellt.
- Lorenz Harth (1913–2002), starb vor Ort
- Axel A. Weber (* 1957), ehemaliger Präsident der Deutschen Bundesbank,  verbrachte einen Großteil seiner Jugend in Glan-Münchweiler.
- Andreas Hartenfels (* 1966), Politiker (GRÜNE), besitzt im Ort ein Planungsbüro.